# 의료행위
의료행위라 함은 의학적 전문지식을 기초로 하는 경험과 기능으로 진료, 검안, 처방, 투약 또는 외과적 시술을 시행하여 하는 질병의 예방 또는 치료행위 및 그 밖에 의료인이 행하지 아니하면 보건위생상 위해가 생길 우려가 있는 행위를 의미한다.

## 예

### 치료행위
- 코높이기 수술인 미용성형수술[2]

### 진찰
- 베스트론이라는 분석기로 머리카락을 분석하여 건강판단[3]

### 위해우려행위
- 산화 알루미늄 성분의 연마제로써 행한 피부박피술[4]

- 주사기에 의한 약물투여[5]

- 찜질기구를 특정 질병치료 목적으로 행 할때[6]

- 스포츠마사지라도 안마나 지압을 상당한 물리적 충격을 가하는 방법으로 행하여 어떤 질병의 치료행위에 이르는 것 일[7]

### 한방의료행위
-침술행위

## 같이 보기
- 의료사고
- 의료과오소송